# Hellman & Friedman
Hellman & Friedman LLC (H&F) est une société américaine de capital-investissement, fondée en 1984 par Warren Hellman et Tully Friedman, qui investit principalement dans des acquisitions par emprunt ainsi que dans des investissements de capital de croissance.
H&F a concentré ses efforts sur plusieurs industries cibles, notamment les médias, les services financiers, les services professionnels et les services d'information. L'entreprise a tendance à éviter les entreprises à forte intensité d'actifs ou d'autres entreprises industrielles (ex. : fabrication, produits chimiques, transport). H&F est basée à San Francisco, avec des bureaux à New York et à Londres.

## Historique

### Fondation
Hellman & Friedman a été fondée en 1984 par Warren Hellman et Tully Friedman. Avant H&F, Hellman était associé fondateur de Hellman, Ferri Investment Associates, qui allait plus tard devenir Matrix Management Company. Aujourd'hui, Matrix compte parmi les sociétés de capital-risque les plus importantes aux États-Unis. Auparavant, Hellman a travaillé dans les services bancaires d'investissement chez Lehman Brothers où il a été président ainsi que chef de la division Investment Banking et président de Lehman Corporation, Tully Friedman était directeur général chez Salomon Brothers. En 1997, Friedman a quitté la société pour fonder Friedman Fleischer & Lowe, une société de capital-investissement également basée à San Francisco.

### Années 2000
En date de 2011, H&F employait environ cinquante personnes dans l'investissement, dont 15 directeurs généraux, six directeurs principaux et treize associés, ainsi que des conseillers principaux et des conseillers généraux. En août 2013, la firme a acquis pour environ 4,4 milliards de dollars le plus important courtier en assurances du Canada, Hub International. En mars 2014, la firme a acquis Renaissance Learning, une firme offrant des méthodes d'évaluation comme les tests électroniques qui adaptent en temps réel les questions selon la réussite de l'étudiant, contre 1,1 milliard en espèces.En février 2015, il a été annoncé que Hellman & Friedman procédait à une offre publique d'achat sur la société Auto Trader, qui pourrait s'élever à deux milliards de livres sterling. En mai 2016, H&F a accepté d'acquérir la société de gestion des coûts de santé MultiPlan Inc. pour environ 7,5 milliards de dollars. Le 18 mai 2017, Hellman & Friedman a fait une offre de 2,9 milliards de dollars australiens sur Fairfax Media en Australie, engageant une guerre avec TPG Group pour cette entreprise.En juin 2018, il a été annoncé que Hellman & Friedman prenait une participation majoritaire dans la société de surveillance de sécurité SimpliSafe.

## Acquisitions notables
Un élément central de la stratégie de H&F consiste à investir dans des opportunités considérées comme de « croissance », que ce soit dans un secteur industriel ou dans une entreprise spécifique. H&F investit dans une variété de structures, réalisant fréquemment des investissements minoritaires avec un contrôle limité. En outre, H&F a pris un certain nombre de mesures non conventionnelles pour financer et conclure des transactions, notamment en organisant et en syndiquant le financement de plusieurs investissements, dont Getty Images et Goodman Global.
- DoubleClick[10].
- Goodman Global[11].
- Gartmore[12].
- Texas Genco[13].
- Grosvenor Capital Management[14].
- Nielsen Company[15].
- Nasdaq[16].
- Internet Brands[17].
- OpenLink[18].
- PPD[19].
- SSP Holdings[20].
- Web Reservations International (Hostelworld)[21].

## Fonds d’investissement
H&F investit par l'intermédiaire d'une série de fonds de capital-investissement (structurés comme des sociétés en commandite) et ses investisseurs comprennent divers fonds de pension, fonds de dotation et autres investisseurs institutionnels, : 
- 1984 — Hellman & Friedman I ;
- 1991 — Hellman & Friedman II ($826 million) ;
- 1995 — Hellman & Friedman III ($1,5 billion) ;
- 2000 — Hellman & Friedman IV ($2,2 billion) ;
- 2004 — Hellman & Friedman V ($3,5 billion) ;
- 2007 — Hellman & Friedman VI ($8,4 billion)[24] ;
- 2011 — Hellman & Friedman VII ($8,8 billion)[25] ;
- 2014 — Hellman & Friedman VIII ($10,9 billion)[26].